# Echinopsis calochlora
Echinopsis calochlora (ở Việt Nam thường được gọi là Xương rồng bí xanh) là một loài thực vật có hoa trong họ Cactaceae. Loài này được K.Schum. mô tả khoa học đầu tiên năm 1903.

## Miêu tả
Echinopsis calochlora mọc đơn lẻ hoặc theo nhóm. Các chồi hình cầu đến hình trụ ngắn, màu xanh đậm đạt chiều cao sinh trưởng từ 6 đến 10 cm với đường kính từ 7 đến 9 cm. Đỉnh chồi hơi lõm xuống. Có khoảng 15 gai sắc nhọn dài tới 1,5 cm được khía hình chữ V. Các nốt hình tròn, màu xám nằm trên chúng cách nhau tới 1 cm. Từ chúng mọc ra những chiếc gai hình kim màu xám sẫm, dày ở gốc.Tám đến chín gai xuyên tâm hơi không đều nhau có chiều dài từ 0,6 đến 1,2 cm.
Hoa hẹp, hình phễu, hình ống dài, màu trắng, nở về đêm. Chúng dài tới 18 cm và có đường kính 7 cm. Quả hình cầu đến hình elip, màu xanh đậm khi tét ra.

## Phân bố
Loài này phân bố ở Santa Cruz (Bolivia), ở Mato Grosso và Mato Grosso do Sul (Brazil) (Hunt et al. 2006). Nó phát triển ở độ cao từ 500 đến 1.000m so với mực nước biển.

## Hình ảnh

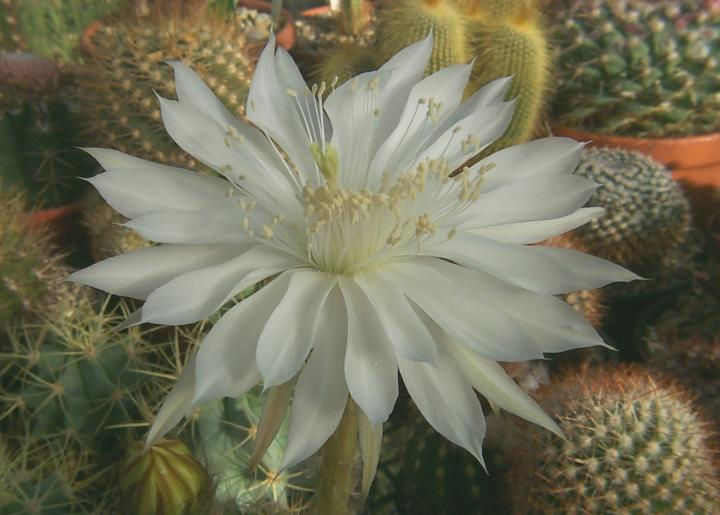
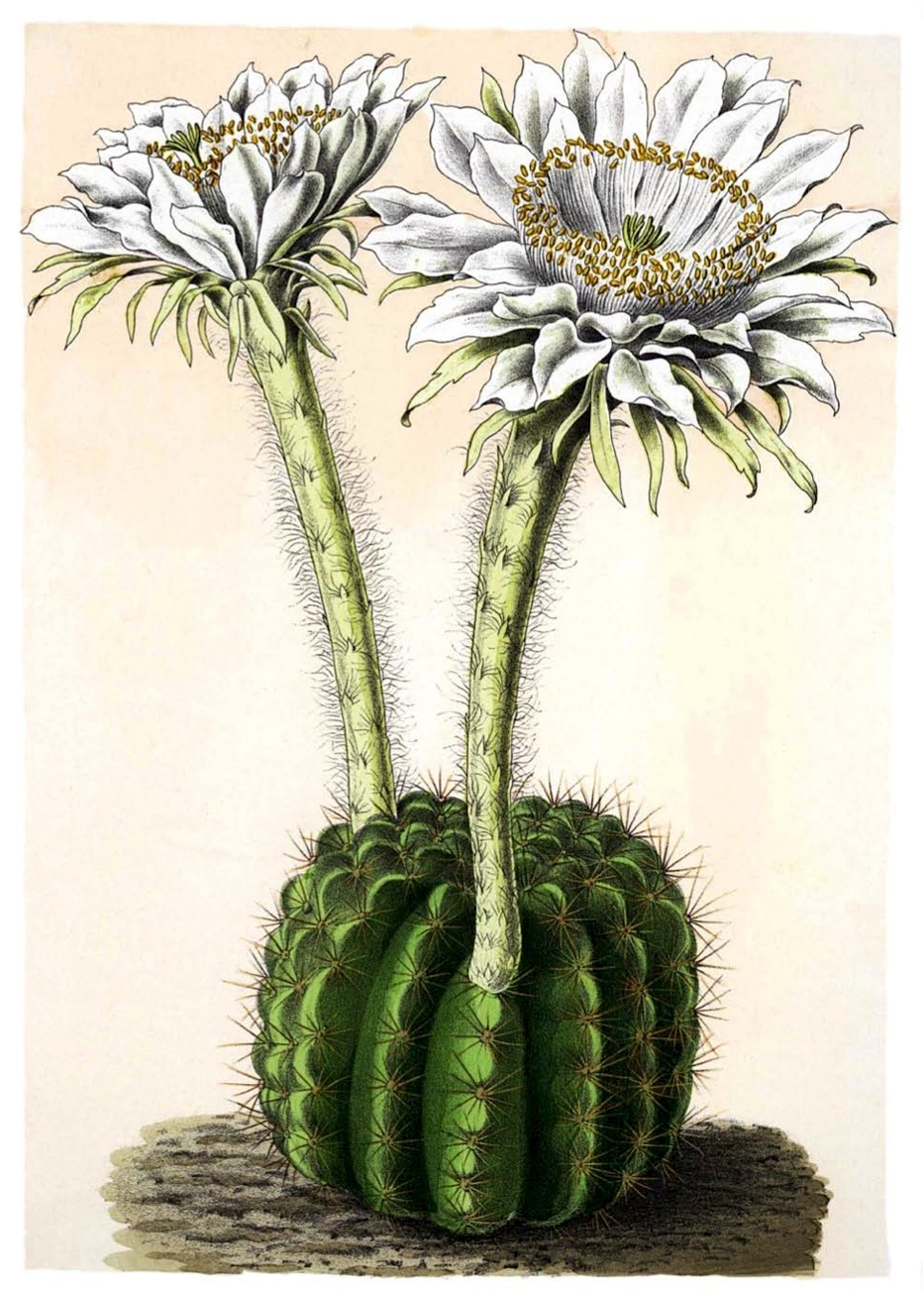
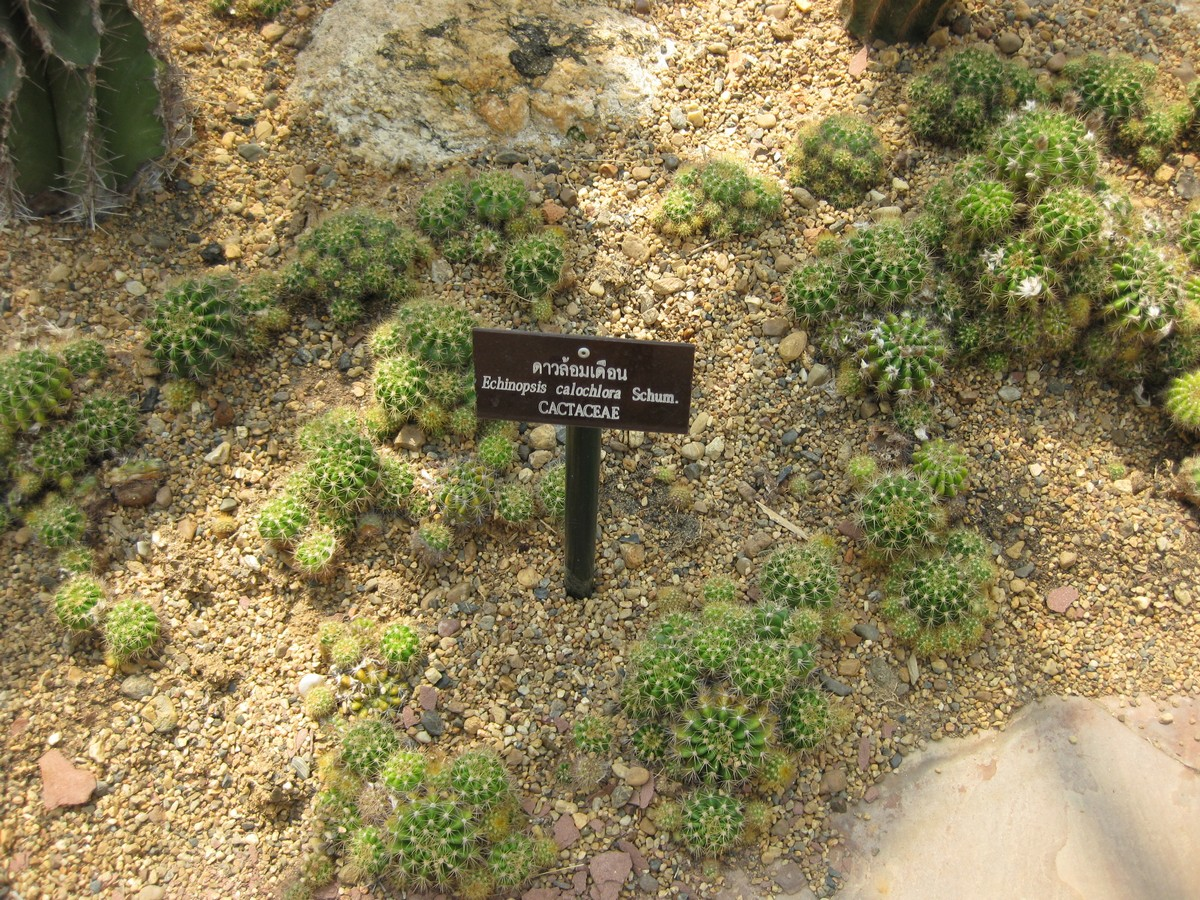
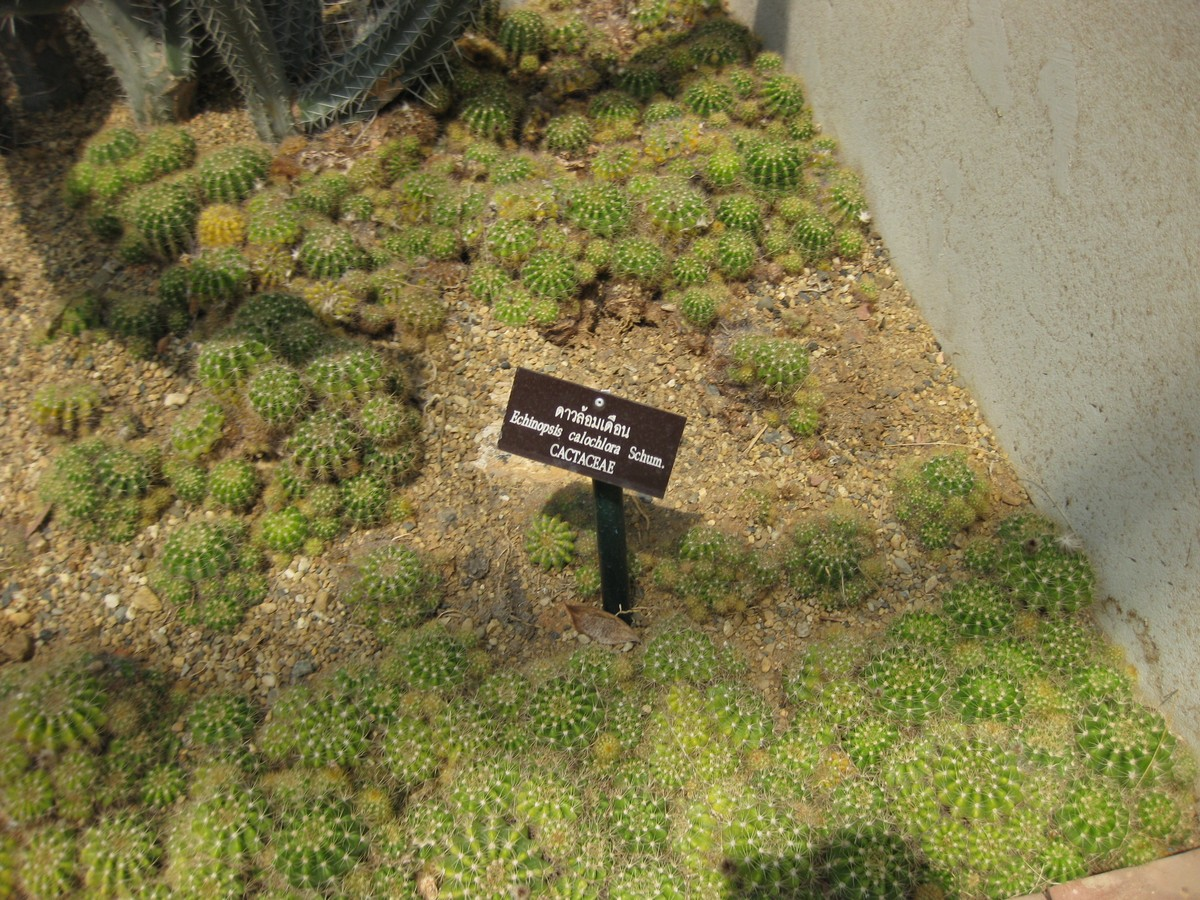